# IPhone 16 Pro
Das iPhone 16 Pro gehört zu Apples 18. Generation des iPhone, die im September 2024 vorgestellt wurde. Es verfügt am Rahmen über eine kapazitive Taste zur Kamerasteuerung. Ein zusätzliches Zoomobjektiv und der Titanrahmen unterscheiden es vom iPhone 16. Neben dem iPhone 16 Pro mit 6,3″-Bildschirm ist es auch als iPhone 16 Pro Max mit 6,9″-Bildschirm verfügbar.

## Design
Das iPhone 16 Pro und das iPhone 16 Pro Max erscheinen wieder im bekannten Design mit einem geraden Titanrahmen, welcher zu den Kanten hin etwas abgerundet ist. Allerdings hat Apple im Vergleich zum iPhone 15 Pro die Oberflächenstruktur des Rahmens etwas verändert. Auf dem Rahmen befinden sich bei allen iPhone 16-Modellen neben der mit dem iPhone 15 Pro eingeführten Aktionstaste, welche die Lautlos-Taste der vorherigen iPhones ersetzt hat, nun auch die neue Taste zur Kamerasteuerung. Auf der Vorderseite befindet sich dann der Bildschirm, wieder mit der Displayaussparung Dynamic Island (deutsch „dynamische Insel“), sowie nun schmäleren Bildschirmrändern.

### Farben
Das iPhone 16 Pro und das iPhone 16 Pro Max sind wie die Smartphones der vorherigen Generation in vier Farben erhältlich. Apple bietet mit der Farbe Titan Wüstensand wieder einen goldenen Farbton an, daneben gibt es die bekannten Farbvarianten Titan Natur, Titan Weiß und Titan Schwarz.

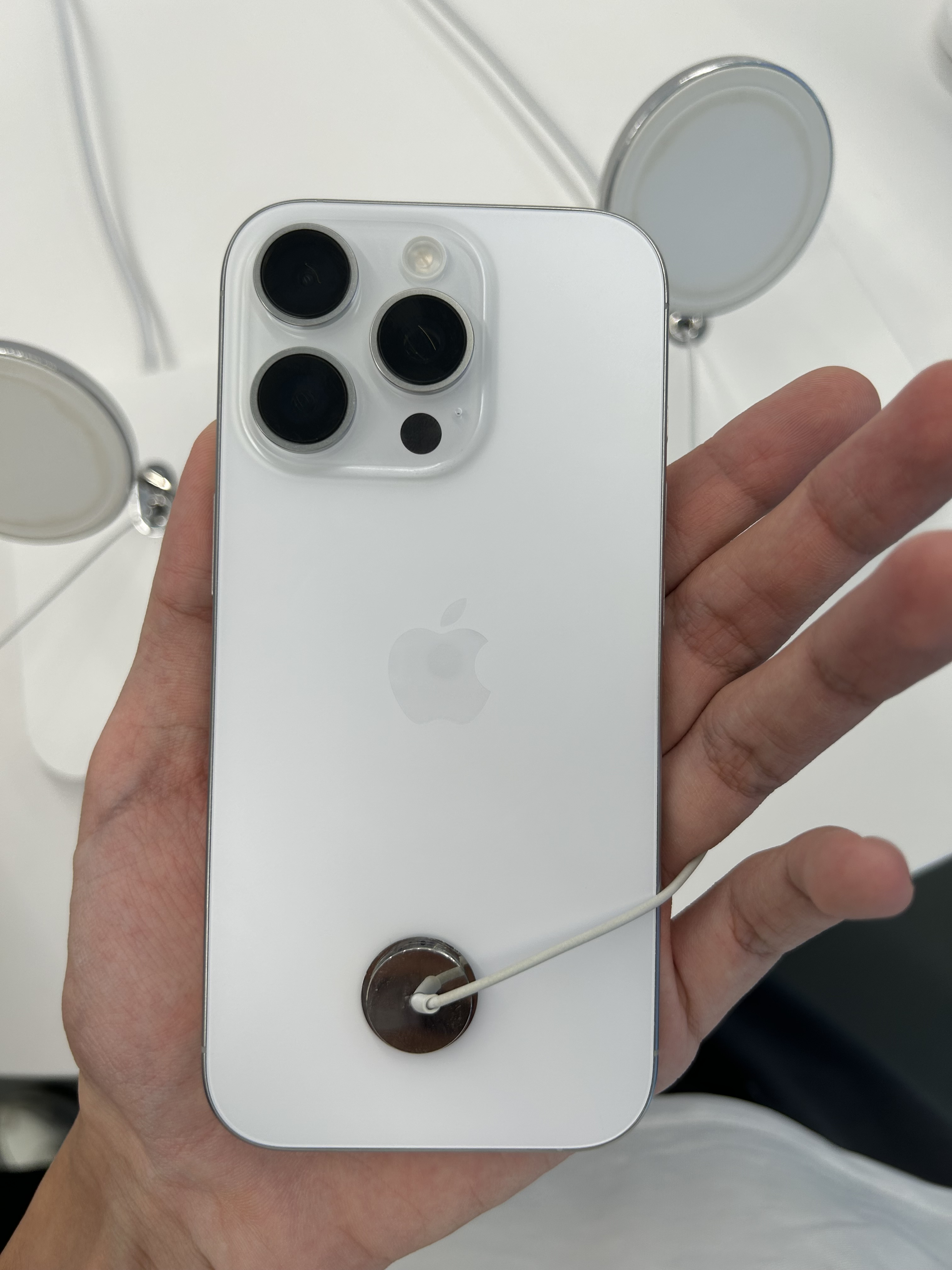
Titan Weiß
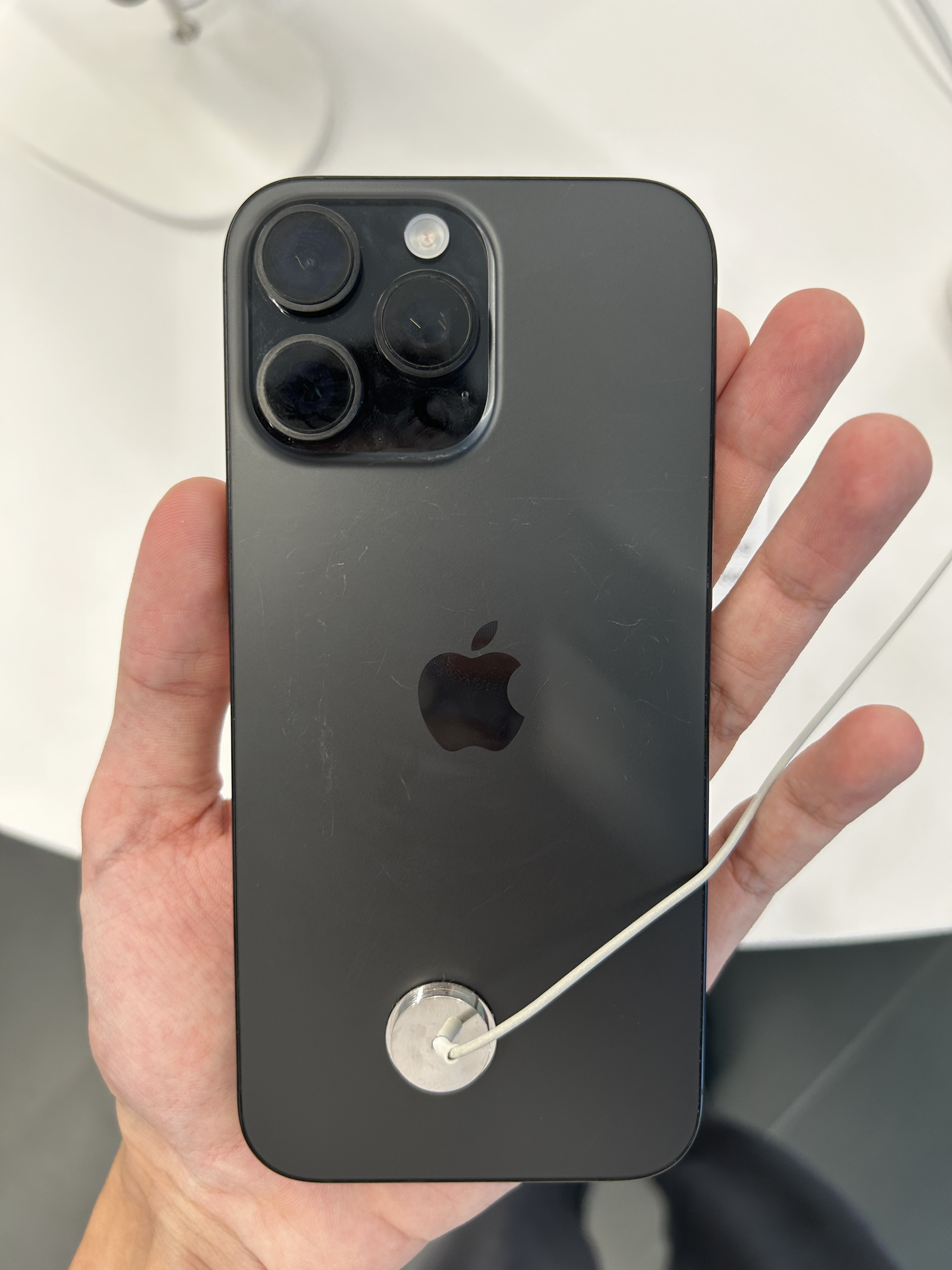
Titan Schwarz
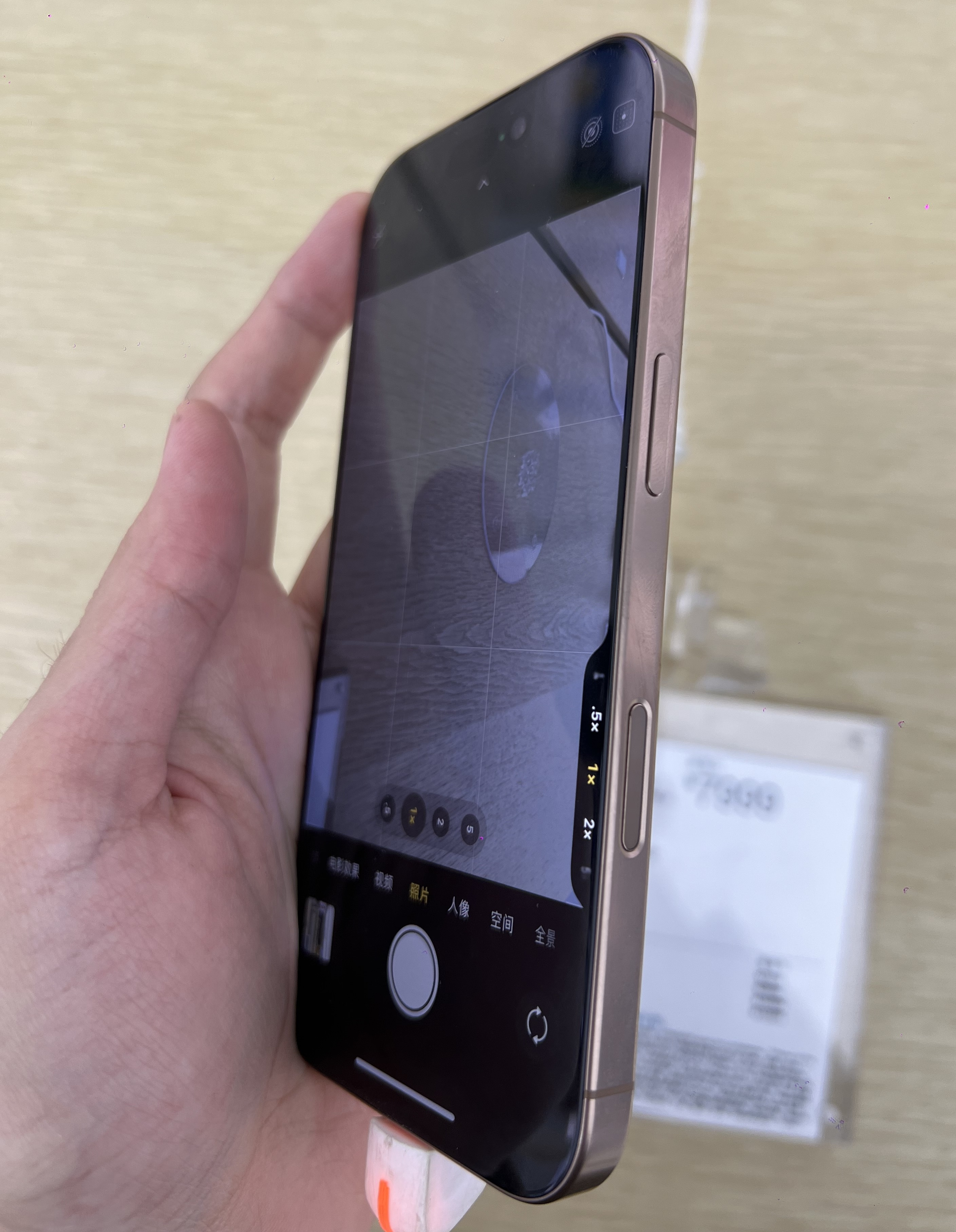
Rahmen mit der Taste zur Kamerasteuerung

### Abmessung und Gewicht
Das iPhone 16 Pro und das iPhone 16 Pro Max sind im Vergleich zur Vorgängergeneration um jeweils 0,2 Zoll gewachsen, das iPhone 16 Pro hat nun eine Displaydiagonale von 6,3 Zoll, beim iPhone 16 Pro Max beträgt diese hier 6,9 Zoll. Das Gewicht ist bei beiden Modellen wieder angestiegen, beim iPhone 16 Pro um 12 Gramm auf 199 Gramm, beim 16 Pro Max um 6 Gramm auf jetzt 227 Gramm.

## Technische Daten

### Display
Das iPhone 16 Pro und das iPhone 16 Pro Max verfügen über Super-Retina-XDR-Bildschirme mit einer jetzt größeren Displaydiagonale von 6,3 Zoll (15,9 cm) beim Pro und 6,9 Zoll (17,4 cm) beim Pro Max. Beide Pro-Modelle haben eine Pixeldichte von 460 PPI; das iPhone 16 Pro hat eine Auflösung von 2622×1206 Pixel, während das 16 Pro Max mit 2868×1320 Pixel auflöst. Das iPhone 16 Pro und 16 Pro Max verfügen wieder über die seit dem iPhone 14 Pro bekannte „Dynamic Island“, die Aussparung im Display, in der sich die Sensoren für Face-ID und die Frontkamera befinden, sowie das Always-On-Display. Beide ProMotion-Displays haben eine adaptive Bildwiederholrate von bis zu 120 Hertz, außerdem verfügen die HDR-Displays über einen großen Farbraum von P3, ein Kontrastverhältnis von 2.000.000:1, True-Tone, die typische Helligkeit beträgt 1000 Nits, die Spitzenhelligkeit bei HDR liegt bei 1600 Nits, als Spitzenhelligkeit sind wieder 2000 Nits möglich, neu ist hier die abgesenkte Minimalhelligkeit von nur noch einem Nit.

### Kamera
Das iPhone 16 Pro und das iPhone 16 Pro Max verfügen über eine 48-Megapixel-Hauptkamera mit einer Brennweite von 24 mm, einer f/1.78-Blende, optische Bildstabilisierung sowie Sensorverschiebung und unterstützt Fotos mit 24 oder 48 Megapixel, außerdem wird ein 12 Megapixel-2×-Tele mit einer Brennweite von 48 mm und der f/1.78-Blende ermöglicht. Standardmäßig werden die Fotos nicht mehr wie bisher auf 12 Megapixel, sondern nun auf 24 Megapixel skaliert. Eine Verbesserung bei den Pro-Modellen besteht dann mit der neuen 48-Megapixel-Ultraweitwinkelkamera mit einer Brennweite von 13 mm, einer f/2.2-Blende und einem Sichtfeld von bis zu 120°. 
Apple verbaut die bereits aus dem iPhone 15 Pro Max bekannte 12-Megapixel-5×-Telekamera nun in beiden Pro-Modellen, diese hat eine Brennweite von 120 mm, eine f/2.8-Blende, ein 20°-Sichtfeld, 3D-Sensorverschiebung, optische Bildstabilisierung sowie einen Autofokus. Das iPhone 16 Pro und Pro Max erscheinen mit einem 10×-optischen Zoombereich, welcher 2×-optisch Auszoomen und 5×-optisch Einzoomen ermöglicht, sowie 25×-digitalem Zoom. Beide Pro-Modelle verfügen des Weiteren über die Photonic Engine, Deep Fusion, Smart HDR-5, Porträts mit Tiefenkontrolle, Räumliche Fotos, einen Nachtmodus, ProRaw sowie automatische Bildstabilisierung. Aufgenommen wird in den Formaten HEIF, JPEG und DNG.

#### Videoaufnahme
Das iPhone 16 Pro und das iPhone 16 Pro Max können Videos mit 4K Dolby Vision bei 24, 25, 30, 60, 100 oder 120 fps aufnehmen, Videos mit 1080p Dolby Vision sind mit 25, 30, 60 oder 120 fps möglich, Videos mit 720p werden nur mit 30 fps aufgenommen. Wieder vorhanden sind Apples Kinomodus bis zu 4K HDR mit 30 fps, der Actionmodus bis zu 2,8K mit 60 fps, Räumliche Videos bis zu 4K mit 30 fps sowie ProRes-Videos bis zu 4K mit 120 fps mit externer Aufnahme.

### Leistung und Akku
Das iPhone 16 Pro und das iPhone 16 Pro Max verfügen über das neue System-on-a-Chip A18 Pro, einen 6-Kern-Prozessor mit zwei Performance-Kernen und vier Effizienz-Kernen, der im 3-Nanometer-Verfahren hergestellt wurde. Apple verbaut erneut einen 6-Kern-Grafikprozessor, die 16-Core Neural Engine sowie 8 GB Arbeitsspeicher. Das iPhone 16 Pro erscheint mit 128, 256, 512 GB oder 1 TB internem Speicher, beim 16 Pro Max entfällt die Version mit 128 GB Speicher.
Der Akku des iPhone 16 Pro wurde um 9,4 % auf 3.582 mAh vergrößert, was nun 27 Stunden Videowiedergabe, 22 Stunden Videostreaming und 85 Stunden Audiowiedergabe ermöglicht. Der Akku des iPhone 16 Pro Max ist um 6 % auf 4.685 mAh angewachsen, womit 33 Stunden Videowiedergabe, 29 Stunden Videostreaming und 105 Stunden Audiowiedergabe möglich sein sollen. Das iPhone 16 Pro und Pro Max laden kabelgebunden mit 27 Watt und kabellos per Qi mit 7,5 Watt. Die Ladeleistung per MagSafe wurde auf 25 Watt angehoben, wofür allerdings mindestens ein 30 Watt Netzteil nötig ist.

### Sonstiges
Das iPhone 16 Pro und das iPhone Pro Max verfügen über Dual-SIM, eSIM, NFC Bluetooth 5.3, USB Typ-C 3.2, einen Ultraweitband-Chip, sind IP68-zertifiziert, unterstützen WiFi 7, den Mobilfunkstandard 5G sowie die Unfallerkennung. Entsperrt werden können beide Modelle über Face-ID.
Apple selbst bewirbt die iPhone 16-Modelle mit der künstlichen Intelligenz (KI) Apple Intelligence, die auch über die Kamerasteuerungstaste genutzt werden kann. Die KI war jedoch bei Marktstart der iPhones im September 2024 noch nicht verfügbar, in den USA wurde sie im Oktober nachgereicht werden, in Deutschland im April 2025.

## Markteinführung
Am 9. September 2024 stellte Apple die iPhones der 16er-Baureihe gemeinsam mit neuen AirPods und der Apple Watch 10 in einem umfangreichen Werbevideo vor. Die Auslieferung der neuen iPhones begann am 20. September 2024. Apples Listenpreise betrugen zur Markteinführung in Deutschland und Österreich 1199 Euro für die Variante mit 128 GB Speicher, 1329 Euro mit 256 GB Speicher, 1579 Euro für 512 GB Speicher und 1829 Euro für 1 TB Speicher. Die Listenpreise des iPhone 16 Pro Max betrugen 1449 Euro für 256 GB Speicher, 1699 Euro für 512 GB Speicher und 1949 Euro für 1 TB Speicher.
| Modell            | Speicher | Bei Marktstart |
| ----------------- | -------- | -------------- |
| iPhone 16 Pro     | 128 GB   | 1.199 €        |
| iPhone 16 Pro     | 256 GB   | 1.329 €        |
| iPhone 16 Pro     | 512 GB   | 1.579 €        |
| iPhone 16 Pro     | 1 TB     | 1.829 €        |
| iPhone 16 Pro Max | 256 GB   | 1.449 €        |
| iPhone 16 Pro Max | 512 GB   | 1.699 €        |
| iPhone 16 Pro Max | 1 TB     | 1.949 €        |

## Rezeption
Das iPhone 16 Pro gilt als ein durchweg gelungenes, aber hochpreisiges Smartphone für Käufer, die Apples Ökosystem schätzen. Bildschirm und Kameras gelten als ausgewogen, wobei Videoaufnahmen zu den besten von Smartphones gezählt werden. Die Verbesserungen gegenüber dem Vorgänger iPhone 15 Pro gelten als marginal. So müsse sich der Nutzen der neuen kapazitiven Kamerasteuerung am Rahmen erst noch zeigen. Die größeren Bildschirme mit schmaleren Rändern werden begrüßt. Als wahrnehmbarste Verbesserung gilt das nun auch im iPhone 16 Pro verfügbare fünffach Zoomobjektiv, das zuvor der größeren Max-Variante vorenthalten war.
Der größte Kritikpunkt gilt Apples Marketingkampagne, die die Apple Intelligence genannten KI-Funktionen in den Mittelpunkt stellt. Diese waren bei Markteinführung der iPhones der 16er-Baureihe jedoch noch gar nicht verfügbar und der Zeitplan in der Europäischen Union mit Blick auf den Digital Markets Act auch zunächst unklar.